# Antonio Otegui Khalifi
Antonio Islam Otegui Khalifi (7 de març de 1998) és un futbolista professional navarrés que juga de centrecampista pel CD Badajoz, cedit pel CA Osasuna.